# Joanne Wilkinson
Joanne Wilkinson (Adelaide, ...) è una danzatrice australiana, maestra e campionessa mondiale di danza sportiva nella specialità danze latino-americane.
Inizia a ballare per l'Italia in coppia con Riccardo Cocchi nel 1998 nella categoria amatori. Negli anni successivi vincono tutti i più importanti titoli italiani FIDS ed europei, fino a conquistare il titolo di Campioni del Mondo IDSF nel 2005 ad Ostrava (Repubblica Ceca), titolo mai vinto prima da una coppia italiana.
Joanne si ritira dalle competizioni nel 2006 da professionista, anno in cui conquista la finale nel Mondiale assoluto professionisti WDC in USA (Irvine, CA) e nel prestigioso Blackpool Dance Festival (England - Blackpool).
Nella carriera di Joanne è stato sicuramente decisivo l'insegnamento del grande maestro ex-campione mondiale Espen Salberg.
Attualmente vive in Italia dove si è stabilita, ed insegna nella sua accademia di danza Champion's Touch a Lainate (MI).